# Площадь Сент-Эндрюс
Площадь Сент-Эндрюс (англ. St Andrew's Square) — площадь в городе Глазго (Шотландия), лежащая к юго-востоку от Глазго-кросс, недалеко от парка Глазго Грин. Площадь знаменита своей огромной классической церковью Сент-Эндрюс XVIII века, от которой она и берет своё название. Церковь была построена в 1758 году по проекту архитектора Аллана Дрегхорна и мастера-каменщика Мунго Нейсмита, являясь одной из лучших в своём роде в Великобритании. Интерьер украшен роскошной лепниной в стиле рококо XVIII века.
Церковь, стоявшая посреди поля на берегу Молендинар Бёрн, позднее была обнесена сквером при поддержке городских властей, которые продали землю застройщику Уильяму Гамильтону Глассфорду из Ланкашира, которая обустраивалась под его началом с 1786 и до начала 1790-х годов. Он также построил отель Тонтин на улице Тронгейт. Площадь стала престижным местом проживания для самых богатых торговцев Глазго. Королевский банк Шотландии открылся здесь в XVIII веке, во главе с Дэвидом Дейлом. Панорамный вид Глазго с высоты птичьего полета, опубликованный в 1864 году, показывает площадь, удобно расположенную недалеко от торгового центра Глазго-кросс и Университета Глазго на Хай-стрит.
Однако расширение города в западном направлении в конце XIX века привело к постепенному запущению и индустриализации района. Большинство зданий, выходящих на площадь, были снесены в 1980-х годах. Начиная с 1996 года на площади стали возводиться новые здания в георгианском стиле при поддержке Шотландского агентства развития, заполняя пробелы, созданные разрушениями, и сделав площадь свободной от движения транспорта.